# Cis stereophilus
Cis stereophilus es una especie de insecto coleóptero de la familia Ciidae.

## Distribución
Habita en el noreste de México y en la zona oriental de Estados Unidos.